# Nanoélectrochimie
 (février 2020).
La nanoélectrochimie est un domaine de l'électrochimie qui étudie les propriétés électriques et électrochimiques des matériaux de dimension nanométrique. La nanoélectrochimie joue un rôle important dans la fabrication de divers capteurs et dispositifs de détection de molécules à très faibles concentrations. 

## Mécanisme
Deux mécanismes de transport sont fondamentaux pour la nanoélectrochimie: le transfert d'électrons et le transport de masse. La formulation de modèles théoriques permet de comprendre le rôle des différentes espèces impliquées dans les réactions électrochimiques. 
Le transfert d'électrons entre le réactif et la nanoélectrode peut s'expliquer par la combinaison de diverses théories basées sur la théorie de Marcus . 
Le transport de masse, c'est-à-dire la diffusion des molécules réactives de la masse d'électrolyte à la nanoélectrode, est influencé par la formation d'une double couche électrique à l'interface électrode / électrolyte. À l'échelle nanométrique, il est nécessaire de théoriser une double couche électrique dynamique qui prend en compte un chevauchement de la couche Stern et de la couche diffuse. 
La connaissance des mécanismes impliqués permet de construire des modèles numériques qui combinent la théorie fonctionnelle de la densité avec les théories du transfert d'électrons et la double couche électrique dynamique. Dans le domaine de la modélisation moléculaire, des modèles précis pourraient prédire le comportement du système en tant que réactifs, changement d'électrolyte ou d'électrode. 

### Effet d'interface
Le rôle de la surface est fortement spécifique à la réaction: en fait, un site peut catalyser certaines réactions et en inhiber d'autres.  <br/> Selon le modèle TSK, les atomes de surface dans les nanocristaux peuvent occuper des positions de terrasse, de marche ou de torsion: chaque site a une tendance différente à adsorber les réactifs et à les laisser se déplacer le long de la surface. Généralement, les sites ayant un nombre de coordination inférieur (marche et nœuds) sont plus réactifs en raison de leur énergie libre élevée. Cependant, les sites à haute énergie sont moins stables thermodynamiquement et les nanocristaux ont tendance à se transformer en leur forme d'équilibre . 
Grâce aux progrès de la synthèse des nanoparticules, il est désormais possible d'avoir une approche monocristalline de la science des surfaces, permettant des recherches plus précises sur l'effet d'une surface donnée. Des études ont été menées sur des nanoélectrodes exposant un plan (100), (110) ou (111) à une solution contenant les réactifs, afin de définir l'effet de surface sur la vitesse de réaction et la sélectivité des réactions électrochimiques les plus courantes. 

## Nanoélectrodes
Les nanoélectrodes sont de minuscules électrodes faites de métaux ou de matériaux semi - conducteurs ayant des dimensions typiques de 1-100 nm. Différentes formes de nanoélectrodes ont été développées en profitant des différentes techniques de fabrication possibles: parmi les plus étudiées figurent les géométries nanobande, disque, hémisphérique, nanopore ainsi que les différentes formes de nanostructures de carbone. 
Il est nécessaire de caractériser chaque électrode produite: la taille et la forme déterminent son comportement. Les techniques de caractérisation les plus utilisées sont,: 
- Microscopie électronique
- Voltampérométrie
- Microscopie à force atomique (AFM)
- microscopie électrochimique à balayage (SECM)

Il existe principalement deux propriétés qui distinguent les nanoélectrodes des électrodes: une constante RC plus petite et un transfert de masse plus rapide. La première permet d'effectuer des mesures dans des solutions à haute résistance car elles offrent moins de résistance, la seconde, en raison de la diffusion radiale, permet des réponses de voltampérométrie beaucoup plus rapides. En raison de ces propriétés et d'autres, les nanoélectrodes sont utilisées dans diverses applications,: 
- Étudier la cinétique des réactions rapides
- Réactions électrochimiques
- Étudier de petits volumes, tels que des cellules ou des molécules uniques
- Comme sondes pour obtenir des images haute résolution avec microscopie électrochimique à balayage (SECM)